# Peugeot 106
El Peugeot 106 es un automóvil del segmento B producido por el fabricante francés Peugeot entre los años 1991 y 2003.
El 106 ha proporcionado a Peugeot muchos éxitos. Por un lado gracias a una gran aceptación del mercado consiguió unas buenas cifras de ventas, sobre todo entre el público más joven. Por otro lado, éxitos desde el punto de vista de los rallies: el 106 aún se puede ver en gran parte de los rallies que se disputan en España.
El 106 fue lanzado el 12 de septiembre de 1991, con carrocería hatchback de tres puertas. Un año más tarde se añadió la variante de cinco puertas. El Citroën Saxo, aparecido posteriormente, comparte la plataforma y parte de la carrocería con el Peugeot 106, que es más corto. Los 106 son técnicamente similares al Citroën AX.  La fabricación finaliza en julio de 2003. En los doce años, 2 798 200 ejemplares han sido producidos en las fábricas de Mulhouse y Aulnay-sous-Bois, Francia. Su reemplazo, el 107, salió al mercado en 2006. Este último comparte plataforma y diseño con el Citroën C1.

## 106 Fase I y Fase II
Entre los cambios de serie entre el original (Fase I al Fase II o reestilizado) Peugeot sacó una "preserie" del modelo llevando llantas de tres tornillos en lugar de cuatro como el resto de la marca. Peugeot quiso aprovechar piezas del Citroën AX. Esta serie limitada sólo se fabricó a principios de 1996. Uno de los acabados más afectados a esta preserie fue el acabado "sketch", ya que era el acabado más básico del Peugeot 106.
El Peugeot 106 se lanzó el 12 de septiembre de 1991 en sustitución del modelo estrella anterior: El superventas Peugeot 205, del cual nunca se consideró su sustituto directo, sino más bien un modelo intermedio hasta la aparición del 206.
El 106 fue reestilizado en abril de 1996, adoptando entonces un estilo próximo al del Citroën Saxo. Con la reestilización llegaron todas las motorizaciones y equipamientos que no se presentaron en la primera fase. Se retiró el XSi y se sustituyó por el GTi con un motor 1.6 16v catalizado de 120cv, el modelo más alto de gama, pero no es más radical, frente a su hermano pequeño el 106 Rallye.

### Fase 1
La línea "100" de coches pequeños Peugeot comenzó en 1972 con el lanzamiento del 104, uno de los primeros superminis europeos modernos. El 104 fue reemplazado por el Peugeot 205 en 1983, pero se mantuvo en producción en algunos mercados hasta 1988. No existía el "105". El 106 era el coche de acceso a la gama de la marca francesa, situado por debajo del 205. Supuso una evolución sustancial de la plataforma del Citroën AX y estaba dirigido directamente al Renault Clio, que había entrado en producción un año antes, como una alternativa más moderna al 205, ligeramente más grande. Al igual que el AX y el 205, contaba con suspensión independiente con amortiguadores MacPherson delante y barras de torsión transversales compactas detrás.
El 106 se presentó como un hatchback de tres puertas en Europa continental en septiembre de 1991. y dos meses después en el Reino Unido. Inicialmente, solo se ofreció un modelo de tres puertas. En agosto de 1992 se presentó una versión de cinco puertas..
Los niveles de equipamiento eran el XN básico, el XR de gama media, el XT de gama alta y el modelo deportivo XSi. Los modelos de gama baja tienen áreas de metal visible en las puertas y un interior generalmente más sobrio. Los coches de 1.0 y algunos primeros de 1.1 litros estaban equipados con una caja de cambios manual de cuatro velocidades, mientras que todos los demás modelos tenían una manual de cinco velocidades. Una caja de cambios automática era opcional en algunos motores. La mayoría de los 106 solo tenían características básicas, e incluso la radio era solo opcional en algunas variantes, como la edición especial 106 "Kid" (que tenía telas con efecto vaquero). Muchos de los coches vendidos en el Reino Unido eran ediciones especiales, con nombres como Graduate, Inca, Aztec e Independence. Estos a menudo se basaban en los vehículos con acabado XN, pero con el añadido de gráficos de carrocería con el nombre de la edición especial y algunas otras opciones básicas como un techo corredizo oscilobatiente.
En mercados con volante a la derecha, como el Reino Unido o Japón, la dirección asistida no estaba disponible en los vehículos de la Fase I por falta de espacio para la bomba. Esto se solucionó en los vehículos de la Fase II, donde la dirección asistida era de serie en los modelos de mayor especificación o opcional en los de menor especificación. En el caso del Saxo, el aire acondicionado nunca fue opcional en los 106 con volante a la derecha, ya que el motor del ventilador estaba montado en el mamparo del lado del conductor. Como resultado, no había suficiente espacio para alojar el evaporador, salvo que primero se canalizara el flujo de aire hacia el lado del pasajero y luego se desplazara hacia la guantera. Aunque existía un kit de posventa que hacía precisamente esto, la pérdida de presión resultante hacía que el sistema fuera ruidoso e ineficaz. El motor del ventilador tampoco era fácil de reubicar, ya que el motor del limpiaparabrisas estaba montado en el espacio del lado del pasajero.
La gama inicial de motores incluía motores de gasolina de 1.0, 1.1 y 1.4 litros. En agosto de 1992 se incorporó un económico motor diésel de 1.4 litros. A finales de 1994, el motor diésel de 1.4 litros fue sustituido por un derivado de 1.5 litros, más grande, ligeramente más potente, pero con un par motor considerablemente mayor. Los primeros modelos 1.0 y 1.1 estaban carburados, pero se reemplazaron con inyección de combustible después de un año debido a los requisitos de emisiones de la CE.El modelo 1.0 XN, el más económico, se suspendió en el mercado francés en octubre de 1994, lo que significa que la gama francesa comenzó con el motor de 1,1 litros a partir de entonces..

### Fase 2

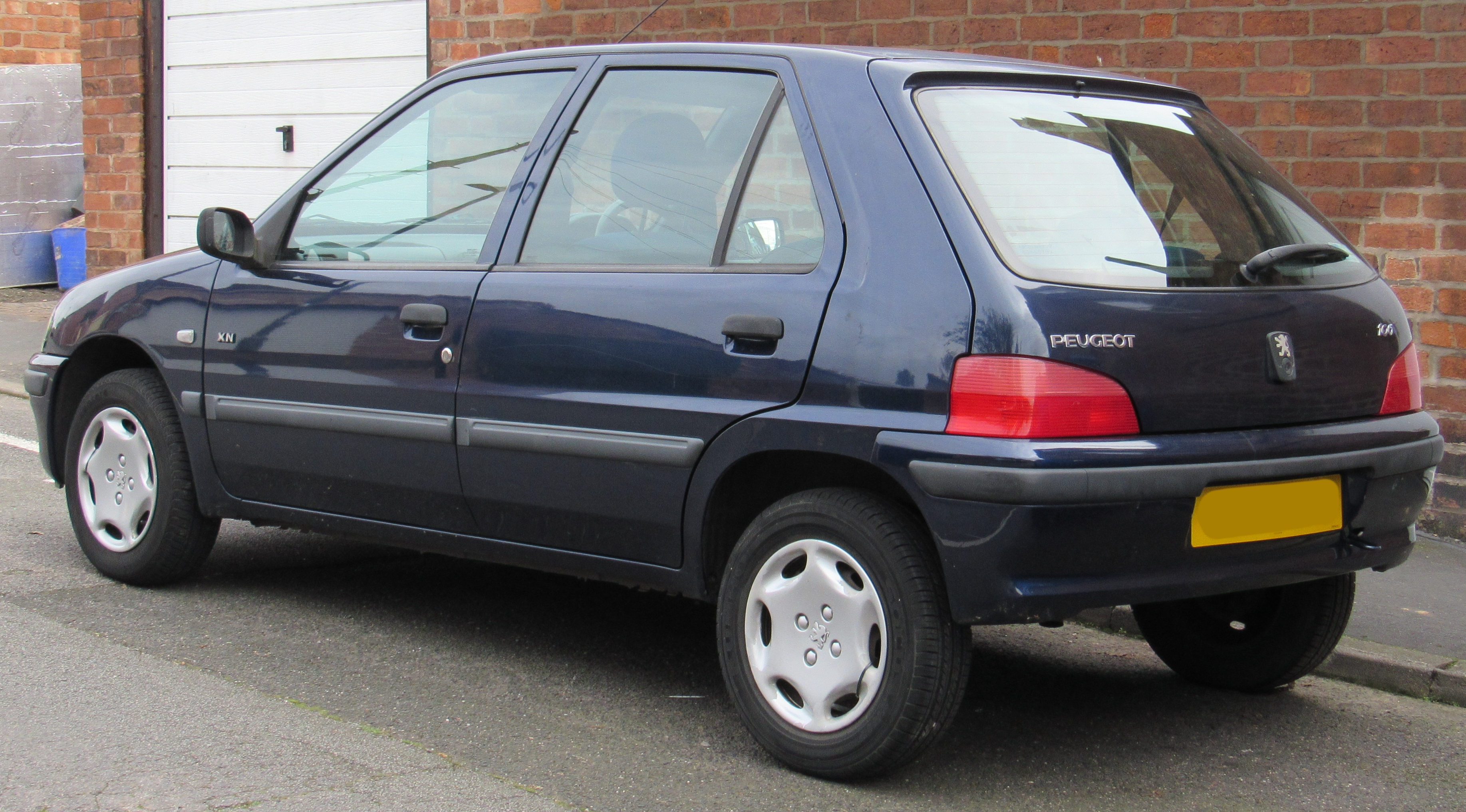
Peugeot 106 (Fase II)

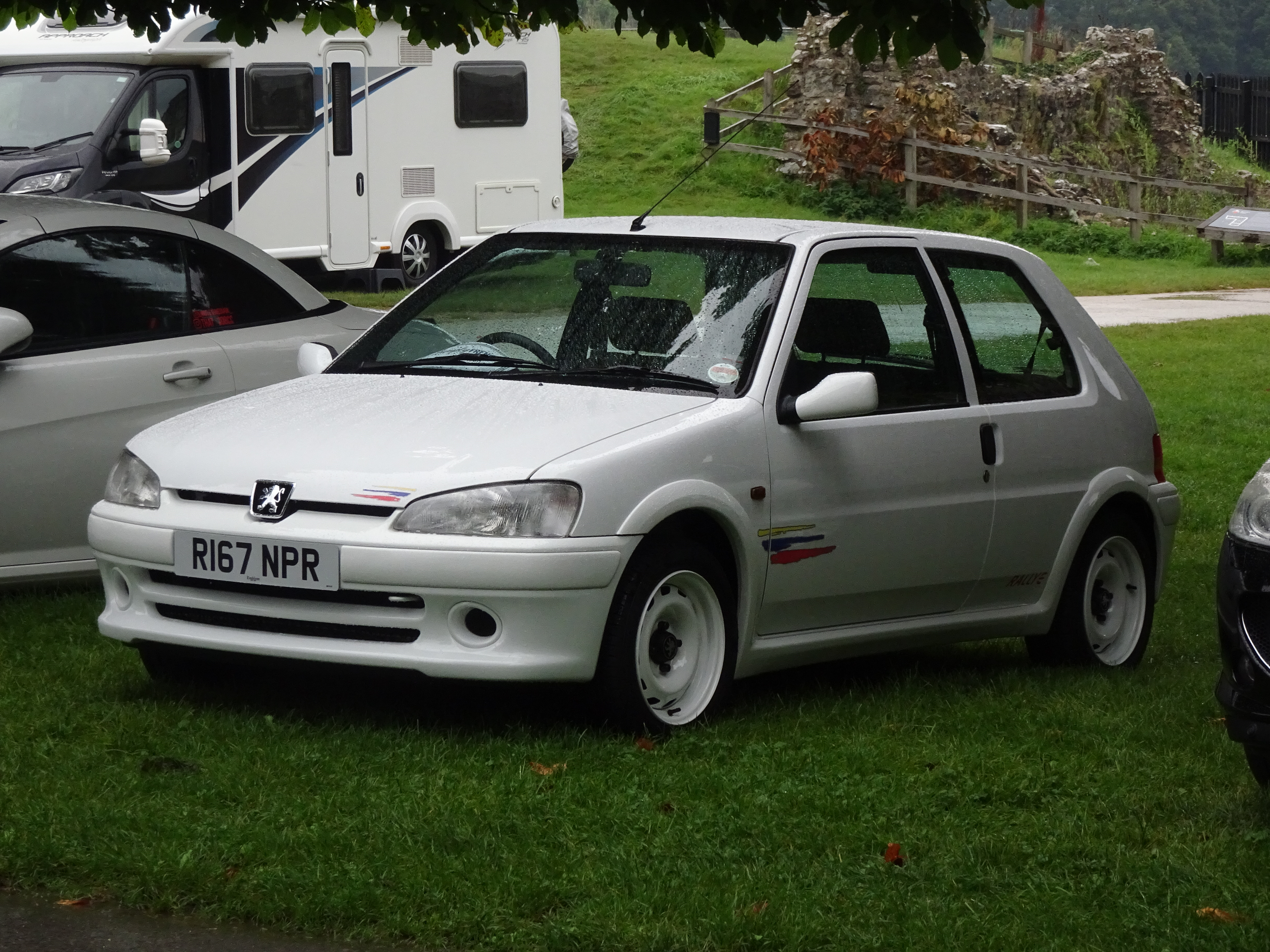
106 Rallye Fase 2

Se actualizó en julio de 1996, con cambios que incluían la introducción de barras de impacto lateral y la disponibilidad de airbags para conductor y pasajero por primera vez, con el nuevo 1.6 GTI uniéndose a la gama como el sucesor espiritual del enormemente popular y muy apreciado 205 GTI, que había sido descontinuado en 1994. El rediseño fue 114 milímetros (4,5 plg) más largo, gracias a un frontal más grande que se parecía al diseño de la gama 406 recientemente introducida.
En enero de 1996, el Peugeot 106 también sentó las bases para el Citroën Saxo, de tamaño y apariencia prácticamente idénticos. A finales de 1998, llegó el Peugeot 206, ligeramente más grande, que compitió internamente y significó una reducción considerable de la gama del 106. La gama revisada se componía únicamente de las versiones Zest (Zast, Zest 2 o Zest 3, equipadas con las variantes diésel o de gasolina más pequeñas) y el GTI. También siguieron ofreciéndose varias ediciones especiales, como Quiksilver, Look e Independence.
El sucesor del 106, el Peugeot 107 (junto con el Citroën C1 y el Toyota Aygo) se lanzó dos años más tarde, en junio de 2005, como una empresa conjunta con Toyota.

## Variantes deportivas

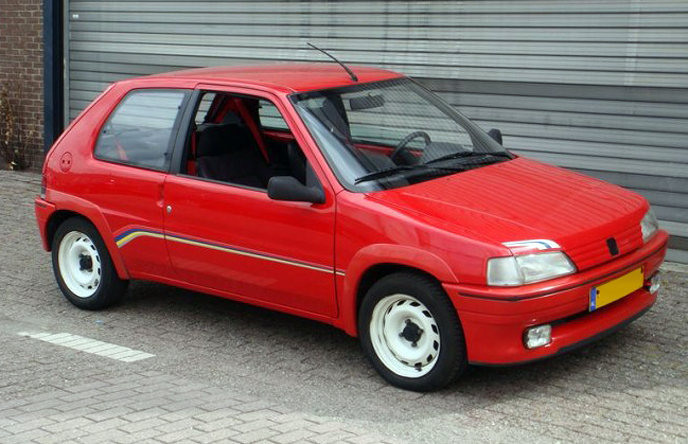
106 Rallye fase 1

Comercializada como "menos lujo, más emoción", la versión Rallye contaba con sus distintivas llantas de acero pintadas de blanco. Se omitieron la dirección asistida, el cierre centralizado y los elevalunas eléctricos para mantener el peso a 825 kg (1819 lb).
Existieron versiones del 106 Rallye, anteriores y posteriores a su rediseño, conocidas por los aficionados como modelos S1 y S2. Este último contaba con un motor de 1.6 litros (TU5J2) de 103 caballos de vapor (76 kW) en lugar del motor TU2J2 original de altas revoluciones, específico del Rallye, de 1.3 litros y 100 caballos de vapor (74 kW), que se equipaba en los modelos anteriores al rediseño.
Al contrario de lo que afirman algunas fuentes, los modelos S1 no compartían el mismo motor con el 205 Rallye y el AX Sport, que utilizaban un motor TU24 con carburador. Las dimensiones del bloque de aluminio S1 se asemejan a las del bloque de hierro 1.4 con una cilindrada ligeramente inferior para cumplir con las normas de las categorías inferiores de rally francesas de la época (por debajo de 1300 cc). El S1 (TU2J2) y el S2 (TU5J2) contaban con inyección de combustible mediante sistemas de inyección multipunto Magneti Marelli.
El S1 Rallye se diseñó como una versión homologada especial para competir en la categoría de rally de 1300 cc. Contaba con un motor de cuatro cilindros, 8 válvulas y alta compresión, con un perfil de levas agresivo, diseñado para funcionar a la perfección entre 5400 y 7200 rpm.
Este motor, acoplado a una caja de cambios de cinco velocidades de relación corta, convertía al 1.3 en un velocista más que en un crucero. 112 km/h en autopista se convertía en unas ruidosas 4000 rpm en quinta, pero con suficiente asfalto, el 1.3 alcanzaba la línea roja en la marcha más alta, a 185 km/h.
El 106 era competitivo en carreras, pero también era un práctico coche familiar pequeño. Todos los coches tenían llantas de acero, calcomanías de Rally y tapizados de asientos con destellos de uno o tres colores, que variaban entre los primeros y los últimos modelos. Con la renovación llegó un nuevo modelo superior llamado Peugeot 106 GTI con un motor de 1.6 litros y 16 válvulas que desarrollaba 120 CV. Venía con un nuevo kit de carrocería exterior y llantas nuevas. En algunos mercados europeos, se le asignó la insignia S16 o Rallye.

## Versión eléctrica

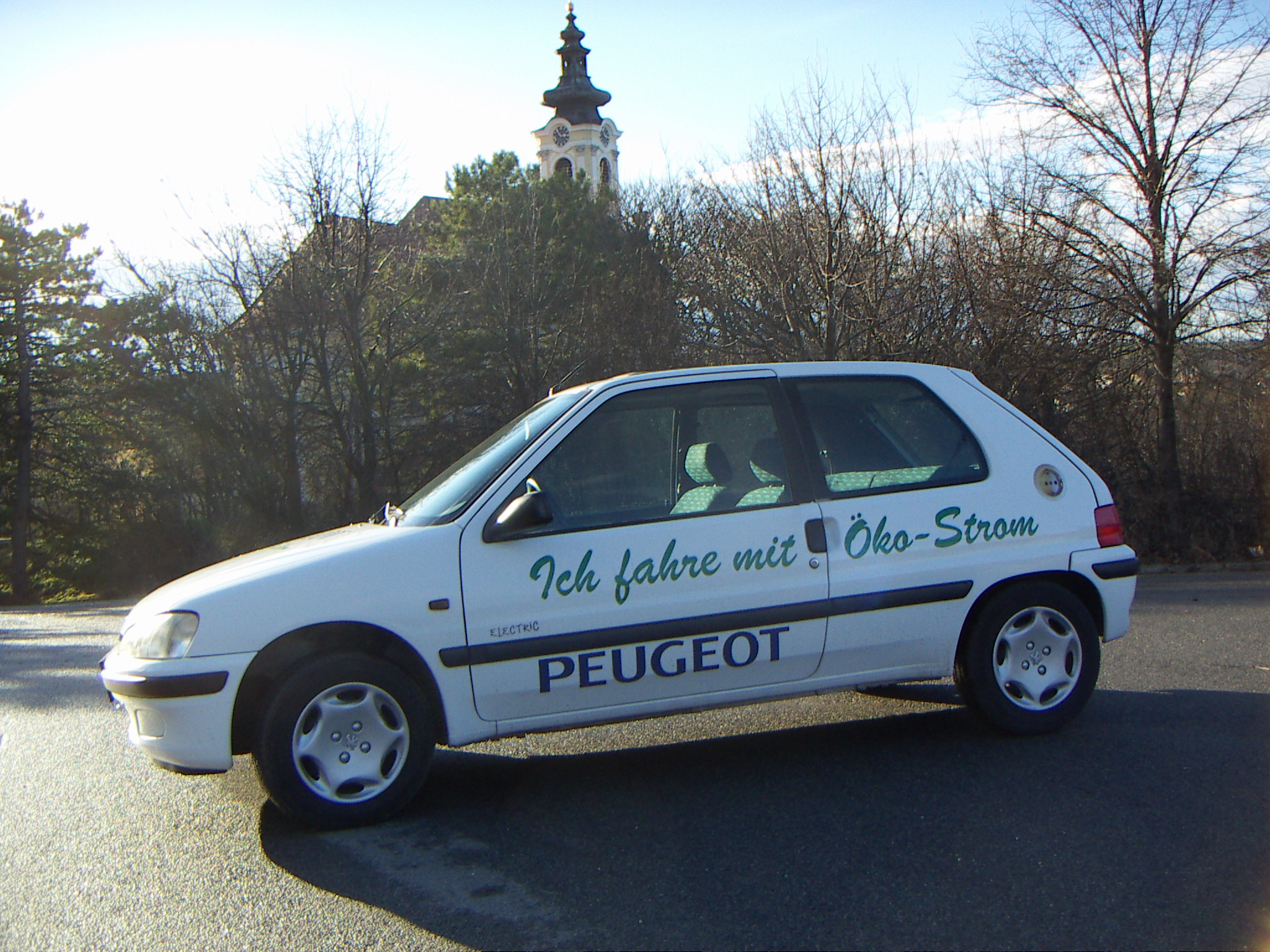
Peugeot 106 eléctrico

En 1995, Peugeot lanzó una versión eléctrica del 106, denominada 106 Electrique. Esta versión se ofreció en varios países europeos, como Francia, Bélgica, Países Bajos, Suiza, Noruega y el Reino Unido.
El sistema de propulsión eléctrico fue desarrollado y fabricado por la empresa francesa de ingeniería Heuliez. El coche utilizaba tecnología de baterías de níquel-cadmio fabricada por Saft Groupe S.A., alcanzaba una velocidad máxima de 90 km/h y tenía una autonomía oficial de 100 km.

A pesar del elevado precio del vehículo, Peugeot preveía una demanda de entre 15.000 y 20.000 Peugeot 106 Électriques al año, con una producción total prevista de 100.000 unidades. Finalmente, solo se vendieron 6.400 Peugeot 106 Électriques entre 1995 y 2003, la mayoría adquiridos por el gobierno francés.

## Versiones
| Motor          | Versión           |
| -------------- | ----------------- |
| 1.3 100 CV     | 106 Rallye        |
| 1.4 75 CV      | 106 XS            |
| 1.4 75 CV      | 106 Sport         |
| 1.4 75 CV      | 106 Quicksilver   |
| 1.4 75 CV      | 106 Roland Garros |
| 1.4 95/100 CV  | 106 XSI           |
| 1.6 90/100 CV  | 106 S8            |
| 1.6 90 CV      | 106 XS            |
| 1.6 100 CV     | 106 Rallye        |
| 1.6 105 CV     | 106 XSI           |
| 1.6 16V 120 CV | S16 / GTI         |

### 106 Rallye
Existierón dos versiones distintas. La primera fase se comercializó con el 1.3 de cuatro cilindros TU2J2 con 100 caballos extraídos con inyección electrónica. En su segunda fase cambió este motor por el 1.6 TU5J2 de 103 caballos, también inyectado con ocho válvulas en la culata.
Su diseño de carrocería cuenta con algunos retoques, como los aletines sobre las ruedas y paragolpes específicos. El fase 1 no contaba con el mismo kit de carrocería de los XSi de la época que tenían una apariencia más cuidada, mientras que los fase 2 compartían el mismo kit de carrocería que las versiones Sport/GTi. Las llantas de chapa pintadas de blanco maximizaban la idea de coche de base para preparaciones, sin incurrir en peso excesivo, y reduciendo la masa no suspendida. Sólo se vendía en blanco, rojo, negro, amarillo y azul (el azul y amarillo no estaban disponibles en la primera fase).  El habitáculo es totalmente básico: Los plásticos son duros, y faltan muchos guarnecidos con respecto a otros 106 más cuidados. Aquí se ve chapa, se busca para aligerar peso. El cuadro de relojes cuenta con temperatura del aceite, algo que pocos vehículos llevan de origen. Los asientos delanteros, con tapicería característica para el modelo, van bastante juntos, pero hay espacio sin problemas para dos adultos.
El 106 usa una evolución del bastidor del Citroën AX. El monocasco es muy sencillo, con McPherson delante y brazos tirados unidos por barras de torsión en el eje posterior. En la segunda fase la dirección asistida se ofrecía como opción. También se instalaron frenos de discos delanteros ventilados y traseros macizos en la segunda fase, mejorando los de la primera que eran discos macizos delante y tambor atrás. El Fase II contaba con unas barras estabilizadoras más gruesas que solo compartía con la versión GTi.

## Motorizaciones

### Fase I (1991-1996)
| Periodo                        | 1992-1993                                     | 1992-1994                                     | 1994-1996                                     | 1991-1993                                     | 1991-1994                               | 1994-1996                                     | 1993-1996             | 1991-1993             | 1991-1994                               | 1994-1996                               | 1991-1993             | 1991-1994             | 1993-1996                                         | 1994-1996             |                   |
| Tipo de motor                  | L4 8v, carburación                            | L4 8v, inyección monopunto, catalizador       | L4 8v, inyección monopunto, catalizador       | L4 8v, carburación                            | L4 8v, inyección monopunto, catalizador | L4 8v, catalizador                            | L4 8v, catalizador    | L4 8v, carburación    | L4 8v, inyección monopunto, catalizador | L4 8v, inyección monopunto, catalizador | L4 8v                 | L4 8v, catalizador    | L4 8v, catalizador                                | L4 8v, catalizador    |                   |
| Identificación del motor       | TU9/K (C1A)                                   | TU9 ML/Z (CDY)                                | TU9 ML/Z (CDZ)                                | TU1 F2/K (H1A/H1B/H3A)                        | TU1 ML/Z (HDY)                          | TU1 ML/Z (HDZ)                                | TU2 J2L/Z (MFZ)       | TU3 F2/K (K2D)        | TU3 M/Z (KDY)                           | TU3M (KDX)                              | TU3 FJ2/K (K6B)       | TU3 FJ2/Z (KFZ)       | TU5 JP (NFZ)                                      | TU5 J2/R3 (NFY)       |                   |
| Diámetro x carrera             | 70.0 mm × 62.0 mm                             | 70.0 mm × 62.0 mm                             | 70.0 mm × 62.0 mm                             | 72.0 mm × 69.0 mm                             | 72.0 mm × 69.0 mm                       | 72.0 mm × 69.0 mm                             | 75.0 mm × 73.0 mm     | 75.0 mm × 77.0 mm     | 75.0 mm × 77.0 mm                       | 75.0 mm × 77.0 mm                       | 75.0 mm × 77.0 mm     | 75.0 mm × 77.0 mm     | 78.5 mm × 82.0 mm                                 | 78.5 mm × 82.0 mm     | 78.5 mm × 82.0 mm |
| Cilindrada                     | 954 cm³                                       | 954 cm³                                       | 954 cm³                                       | 1124 cm³                                      | 1124 cm³                                | 1124 cm³                                      | 1294 cm³              | 1360 cm³              | 1360 cm³                                | 1360 cm³                                | 1360 cm³              | 1360 cm³              | 1587 cm³                                          | 1587 cm³              |                   |
| Relación de compresión         | 9.4: 1                                        | 9.4: 1                                        | 9.1: 1                                        | 9.4: 1                                        | 9.4: 1                                  | 9.4: 1                                        | 10.2: 1               | 9.3: 1                | 9.3: 1                                  | 9.3: 1                                  | 9.9: 1                | 9.9: 1                | 9.6: 1                                            | 10.2: 1               |                   |
| Potencia máxima: CV (kW) @ rpm | 45 CV (33 kW) @ 5200                          | 45 CV (33 kW) @ 6000                          | 50 CV (37 kW) @ 6000                          | 60 CV (44 kW) @ 5800                          | 54 CV (40 kW) @ 6200                    | 60 CV (44 kW) @ 6200                          | 98 CV (72 kW) @ 7200  | 75 CV (55 kW) @ 5800  | 75 CV (55 kW) @ 5800                    | 75 CV (55 kW) @ 5800                    | 98 CV (72 kW) @ 6800  | 94 CV (69 kW) @ 6600  | 88 CV (65 kW) @ 5600                              | 103 CV (76 kW) @ 6200 |                   |
| Par máximo: Nm @ rpm           | 70 Nm @ 3200                                  | 74 Nm @ 3700                                  | 74 Nm @ 3200                                  | 88 Nm @ 3600                                  | 88 Nm @ 3800                            | 88 Nm @ 3800                                  | 108 Nm 5400           | 114 Nm @ 3800         | 111 Nm @ 3400                           | 111 Nm @ 3400                           | 120 Nm @ 4200         | 117 Nm @ 4200         | 135 Nm @ 3000                                     | 135 Nm @ 3500         |                   |
| Tracción                       | Delantera                                     | Delantera                                     | Delantera                                     | Delantera                                     | Delantera                               | Delantera                                     | Delantera             | Delantera             | Delantera                               | Delantera                               | Delantera             | Delantera             | Delantera                                         | Delantera             | Delantera         |
| Transmisión                    | Manual, 4 velocidades / Manual, 5 velocidades | Manual, 4 velocidades / Manual, 5 velocidades | Manual, 4 velocidades / Manual, 5 velocidades | Manual, 4 velocidades / Manual, 5 velocidades | Manual, 5 velocidades                   | Manual, 4 velocidades / Manual, 5 velocidades | Manual, 5 velocidades | Manual, 5 velocidades | Manual, 5 velocidades                   | Manual, 5 velocidades                   | Manual, 5 velocidades | Manual, 5 velocidades | Manual, 5 velocidades / Automática, 3 velocidades | Manual, 5 velocidades |                   |
| Aceleración 0–100 km/h         | 19.2 s                                        | 19.2 s                                        | 19.0 s                                        | -                                             | -                                       | 13.7 s                                        | 10.3                  | 13.1 s                | 13.1 s                                  | 13.1 s                                  | 9.2 s                 | 10.0                  | 10.4 s                                            | 10.0 s                |                   |
| Velocidad máxima               | 150 km/h                                      | 150 km/h                                      | 150 km/h                                      | 160 km/h                                      | -                                       | 160 km/h                                      | 172 km/h              | 172 km/h              | 172 km/h                                | 190 km/h                                | 187 km/h              | 180 km/h              | 176 km/h                                          | 195 km/h              |                   |
| Consumo combinado (L/100 km)   | 6.5                                           | 6.4                                           | 6.4                                           | 5.9                                           | 6.7                                     | 6.7                                           | 7.7                   | 6.5                   | 6.9                                     | 6.9                                     | 6.7                   | 7.3                   | 6.7                                               | 7.4                   | 7.4               |

| Periodo                        | 1993-1994             | 1994-1996             |                       |           |           |           |           |           |
| Tipo de motor                  | L4 8v                 | L4 8v, catalizador    |                       |           |           |           |           |           |
| Identificación del motor       | TUD3Y (K9Y)           | TUD5Y (VJZ)           |                       |           |           |           |           |           |
| Diámetro x carrera             | 75.0 mm × 77.0 mm     | 77.0 mm × 82.0 mm     |                       |           |           |           |           |           |
| Cilindrada                     | 1360 cm³              | 1527 cm³              |                       |           |           |           |           |           |
| Relación de compresión         | 22.5: 1               | 23.0: 1               |                       |           |           |           |           |           |
| Potencia máxima: CV (kW) @ rpm | 50 CV (37 kW) @ 5000  | 57 CV (42 kW) @ 5000  |                       |           |           |           |           |           |
| Par máximo: Nm @ rpm           | 82 Nm @ 2500          | 95 Nm @ 2500          |                       |           |           |           |           |           |
| Tracción                       | Delantera             | Delantera             | Delantera             | Delantera | Delantera | Delantera | Delantera | Delantera |
| Transmisión                    | Manual, 5 velocidades | Manual, 5 velocidades | Manual, 5 velocidades |           |           |           |           |           |
| Aceleración 0–100 km/h         | 21.0 s                | 16.9 s                |                       |           |           |           |           |           |
| Velocidad máxima               | 145 km/h              | 155 km/h              |                       |           |           |           |           |           |
| Consumo combinado (L/100 km)   | 5.2                   | 5.1                   |                       |           |           |           |           |           |

### Fase II (1996-2003)
| Periodo                        | 1996-1999                               | 1999-2000                               | 1996-1998             | 1996-2000                               | 2000-2003                                | 1996-1998             | 1996-2000                                         | 2000-2003             | 1996-1997                                         | 1996-1997             | 1996-2003             |           |           |           |           |
| Tipo de motor                  | L4 8v, inyección monopunto, catalizador | L4 8v, inyección monopunto, catalizador | L4 8v, carburación    | L4 8v, inyección monopunto, catalizador | L4 8v, inyección multipunto, catalizador | L4 8v, carburación    | L4 8v, catalizador                                | L4 8v, catalizador    | L4 8v, catalizador                                | L4 8v, catalizador    | L4 16v, catalizador   |           |           |           |           |
| Identificación del motor       | TU9 ML/Z (CDY)                          | TU9 ML/Z (CDZ)                          | TU1 K (H3A)           | TU1 M/Z (HDZ)                           | TU1 JP (HFX)                             | TU3.2TR/K (K5A)       | TU3 JP (KFX)                                      | TU3 JP (KFW)          | TU5 JP (NFZ)                                      | TU5 J2/R3 (NFW)       | TU5 J4 (NFX)          |           |           |           |           |
| Diámetro x carrera             | 70.0 mm × 62.0 mm                       | 70.0 mm × 62.0 mm                       | 72.0 mm × 69.0 mm     | 72.0 mm × 69.0 mm                       | 72.0 mm × 69.0 mm                        | 75.0 mm × 77.0 mm     | 75.0 mm × 77.0 mm                                 | 75.0 mm × 77.0 mm     | 78.5 mm × 82.0 mm                                 | 78.5 mm × 82.0 mm     | 78.5 mm × 82.0 mm     |           |           |           |           |
| Cilindrada                     | 954 cm³                                 | 954 cm³                                 | 1124 cm³              | 1124 cm³                                | 1124 cm³                                 | 1360 cm³              | 1360 cm³                                          | 1360 cm³              | 1587 cm³                                          | 1587 cm³              | 1587 cm³              |           |           |           |           |
| Relación de compresión         | 9.4: 1                                  | 9.4: 1                                  | 9.4: 1                | 9.7: 1                                  | 9.7: 1                                   | 9.3: 1                | 10.2: 1                                           | 10.2: 1               | 9.6: 1                                            | 10.2: 1               | 10.8: 1               |           |           |           |           |
| Potencia máxima: CV (kW) @ rpm | 45 CV (33 kW) @ 6000                    | 50 CV (37 kW) @ 6000                    | 55 CV (40 kW) @ 5400  | 60 CV (44 kW) @ 6200                    | 60 CV (44 kW) @ 5500                     | 71 CV (52 kW) @ 5400  | 75 CV (55 kW) @ 5500                              | 75 CV (55 kW) @ 5500  | 88 CV (65 kW) @ 5600                              | 103 CV (76 kW) @ 5200 | 120 CV (88 kW) @ 6600 |           |           |           |           |
| Par máximo: Nm @ rpm           | 74 Nm @ 3600                            | 74 Nm @ 3700                            | 85 Nm @ 3200          | 88 Nm @ 3800                            | 94 Nm @ 3500                             | 108 Nm 3800           | 111 Nm @ 3400                                     | 120 Nm @ 3400         | 135 Nm @ 3000                                     | 132 Nm @ 3500         | 145 Nm @ 5200         |           |           |           |           |
| Tracción                       | Delantera                               | Delantera                               | Delantera             | Delantera                               | Delantera                                | Delantera             | Delantera                                         | Delantera             | Delantera                                         | Delantera             | Delantera             | Delantera | Delantera | Delantera | Delantera |
| Transmisión                    | Manual, 5 velocidades                   | Manual, 5 velocidades                   | Manual, 5 velocidades | Manual, 5 velocidades                   | Manual, 5 velocidades                    | Manual, 5 velocidades | Manual, 5 velocidades / Automática, 3 velocidades | Manual, 5 velocidades | Manual, 5 velocidades / Automática, 3 velocidades | Manual, 5 velocidades | Manual, 5 velocidades |           |           |           |           |
| Aceleración 0–100 km/h         | 19.0 s                                  | 19.4 s                                  | -                     | 15.4 s                                  | 14.9                                     | 13.5 s                | 13.2 s                                            | 12.9 s                | 12.2 s                                            | 9.6 s                 | 8.7 s                 |           |           |           |           |
| Velocidad máxima               | 150 km/h                                | 150 km/h                                | 160 km/h              | 165 km/h                                | 165 km/h                                 | 172 km/h              | 178 km/h                                          | 175 km/h              | 185 km/h                                          | 195 km/h              | 205 km/h              |           |           |           |           |
| Consumo combinado (L/100 km)   | 6.2                                     | 6.2                                     | 5.9                   | 6.7                                     | 6.1                                      | 6.5                   | 6.8                                               | 6.2                   | 7.2                                               | 8.4                   | 8.1                   |           |           |           |           |

| Periodo                        | 1996-2000             | 2000-2003             |                       |           |           |           |           |           |
| Tipo de motor                  | L4 8v, catalizador    | L4 8v, catalizador    |                       |           |           |           |           |           |
| Identificación del motor       | TUD5 (VJZ)            | TUD5 (VJX)            |                       |           |           |           |           |           |
| Diámetro x carrera             | 77.0 mm × 82.0 mm     | 77.0 mm × 82.0 mm     |                       |           |           |           |           |           |
| Cilindrada                     | 1527 cm³              | 1527 cm³              |                       |           |           |           |           |           |
| Relación de compresión         | 23.0: 1               | 23.0: 1               |                       |           |           |           |           |           |
| Potencia máxima: CV (kW) @ rpm | 57 CV (42 kW) @ 5000  | 57 CV (42 kW) @ 5000  |                       |           |           |           |           |           |
| Par máximo: Nm @ rpm           | 95 Nm @ 2250          | 95 Nm @ 2250          |                       |           |           |           |           |           |
| Tracción                       | Delantera             | Delantera             | Delantera             | Delantera | Delantera | Delantera | Delantera | Delantera |
| Transmisión                    | Manual, 5 velocidades | Manual, 5 velocidades | Manual, 5 velocidades |           |           |           |           |           |
| Aceleración 0–100 km/h         | 18.5 s                | 18.5 s                |                       |           |           |           |           |           |
| Velocidad máxima               | 158 km/h              | 158 km/h              |                       |           |           |           |           |           |
| Consumo combinado (L/100 km)   | 5.3                   | 5.2                   |                       |           |           |           |           |           |

## Características
- 106 XN:
  - Motor: Delantero transversal, 4 cilindros en línea.Cilindrada 1.124 cm³ (72,0 X 69,0 mm). Bloque de aluminio. Culata de aleación ligera. Árbol de levas accionado por correa delantera. Encendido electrónico. Alimentación Carburador monocuerpo Solex. Refrigeración por líquido con electroventilador. Relación de compresión 9,4:1. Potencia 60 CV DIN a 5.800 rpm. Par 8,9 mkg a 3.200 rpm.
  - Transmisión: Tracción delantera. Embrague monodisco en seco (160 mm). Grupo final 3,765:1. Relación del cambio y desarrollos (km/h a 1.000 rpm): 1.ª 3.476:1 (7,49); 2.ª 1,809:1 (14,15); 3.ª 1,129:1 (22,68); 4.ª 0,814:1 (31,46).
  - Bastidor: Suspensión delantera Independiente, tipo McPherson, con triángulo inferior, resortes helicoidales y amortiguadores telescópicos. Frenos Doble circuito en X, con servofreno; delanteros de discos (238 mm) y traseros de tambores (165 mm). Dirección de cremallera. Vueltas de volante 3,8 (37 cm de diámetro). Diámetro de giro 10,1 m Neumáticos 155/70 R13 T Llantas 4,5" x 13".
  - Carrocería: Peso oficial 760 kg Dimensiones exteriores (m) 3,56x1,56x1,37. Batalla (m) 2,39. Vías delanteras/trasera  1,38/1,30. Depósito de combustible de 45 litros
  - Prestaciones: Velocidad máxima: 160 km/h. Aceleración 0-100 km/h: 14"1. Consumo a los 100 km: 4,4 l; a 120 km/h. 5,9l; urbano 6,3 l.
  - Versiones deportivas: Peugeot presentó las diversas versiones Rallye 1.3 y 1.6, y posteriormente el S16, como parte de sus fórmulas promocionales. En el lanzamiento de la fase 2, también se desarrolló una versión "Maxi", El 106 era competitivo en competición, pero también constituía un práctico coche familiar pequeño.[13]

## Cultura popular
En Need for Speed: Underground 2, el Peugeot 106 fase 2 es uno de los coches jugables en la versión PAL del juego. Los créditos de la portada indican que el 106 del juego es un modelo de 2002. En la versión NTSC, es reemplazado por el Acura RSX.
En el juego, la versión que aparece tiene la insignia GTi e incluye de serie las llantas de aleación del modelo comercial. En PC, algunas de las modificaciones únicas desbloqueadas con el 106 también se pueden usar en el 206 si el jugador posee ambos coches. El 106 es uno de los coches más maniobrables en Sprint y Drift, junto con el Toyota Trueno (algo poco realista, ya que el 106 es de tracción delantera), pero no se puede usar en carreras de aceleración debido a la curva de potencia de su motor prácticamente plana en todos los niveles de mejora.
El Peugeot 106 también aparece en juegos de rally como Shox Extreme Rally para PlayStation 2 y en la saga Gran Turismo. También aparece en la serie de videojuegos WRC (Campeonato Mundial de Rally), pero solo como escena.
En la película Taxi de 1998, el coche de la escuela de conducción que se estrella contra la ventana de una carnicería es un Peugeot 106. Además, un Peugeot 106 Rallye negro es robado durante el primer atraco a un banco de la banda de Mercedes.

## Ediciones especiales
As with most Peugeot models at the time, there were many special editions of the 106 offered between 1991 and 2003.

## El 106 en competición

### National Saloon Car Cup
El Peugeot 106 compitió en la Copa Nacional de Turismos a principios de la década de 1990.
En 1993, el decatleta olímpico Daley Thompson compitió con un Peugeot en la NSCC y ganó su categoría en Thruxton.

### Endurance Racing
Daley Thompson also entered his Peugeot 106 in the 1993 Willhire 24 Hour race at Snetterton.
El Peugeot 106 corrió en las 24 Horas de Nürburgring todos los años desde 1993 hasta 2003 y en las 24 Horas de Spa desde 1997 hasta 1999. Su mejor resultado fue el 11º puesto en Spa en 1998.

## Galería

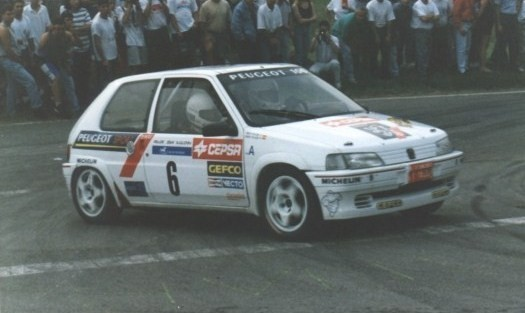
Sergio Vallejo en el Rallye Avilés 1995, con un 106 Rallye Gr.A.
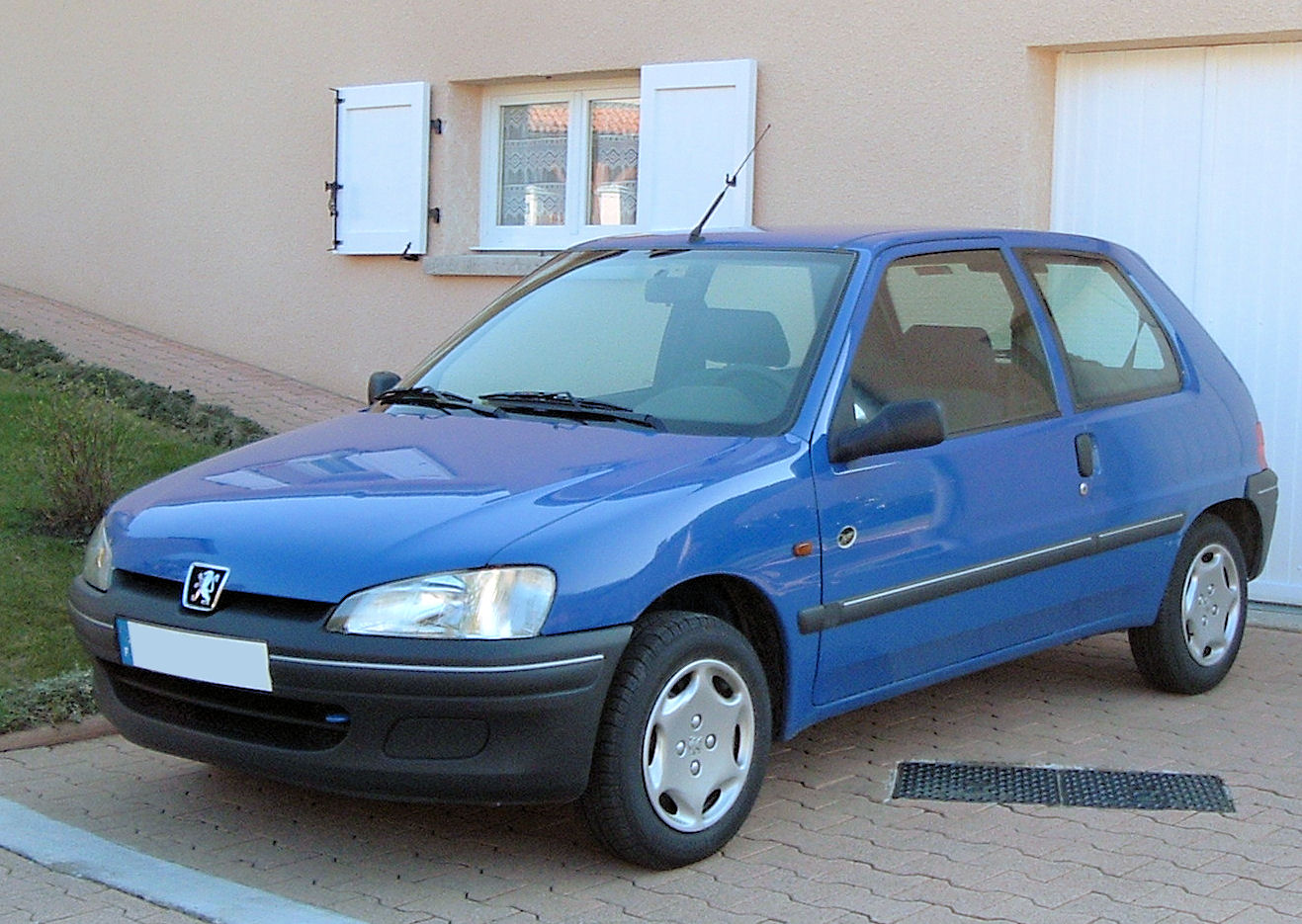
Peugeot 106 reestilizado